# I'll Be Your Hero
I'll Be Your Hero es el tercer EP de Rhapsody of Fire (sin contar a Rain of a Thousand Flames, el cual es considerado un álbum por la banda). Fue lanzado el 4 de junio del 2021, por medio de AFM Records. Funciona como preludio del siguiente álbum de estudio de la banda Glory For Salvation, el cual será lanzado a finales de este año. Es el primer trabajo de la banda donde participa el baterista Paolo Marchesich, tras la salida de Manu Lotter de la banda el año pasado.
El álbum está compuesto por 8 temas, de los cuales incluye un sencillo del próximo álbum de estudio de la banda, un tema regrabado de la versión japonesa del álbum Legendary Years, dos temas en vivo del álbum The Eighth Mountain y el tema The Wind, The Rain And The Moon del álbum pasado junto con versiones en español, italiano y francés del mismo tema. 
Un video musical del tema homónimo al EP se estrenó el mismo día de la salida del álbum por medio del canal de YouTube oficial de AFM Records.

## Lista de canciones
| N.º   | Título                                                                                                   | Duración |  |
| 1.    | «I’ll Be Your Hero (Single version)» (Yo Seré Tu Héroe, versión de sencillo)                             | 4:12     |  |
| 2.    | «Where Dragons Fly» (Donde los Dragones Vuelan, de la versión japonesa del álbum "Legendary Years")      | 4:34     |  |
| 3.    | «Rain Of Fury (Live)» (Tempestad De Furia, versión en vivo)                                              | 4:22     |  |
| 4.    | «The Courage To Forgive (Live)» (El Coraje Para Perdonar, versión en vivo)                               | 5:07     |  |
| 5.    | «The Wind, The Rain And The Moon» (El Viento, La Lluvia Y La Luna)                                       | 5:19     |  |
| 6.    | «Sin Un Adiós» (Versión en español de "The Wind, The Rain And The Moon")                                 | 5:19     |  |
| 7.    | «Senza Un Addio» (Sin Un Adiós, versión en italiano de "The Wind, The Rain And The Moon")                | 5:19     |  |
| 8.    | «La Force De Me Battre» (La Fuerza Para Luchar, versión en francés de "The Wind, The Rain And The Moon") | 5:19     |  |
| 39:37 | |          |  |

## Formación
Rhapsody of Fire
- Giacomo Voli - vocalista.
- Roby de Micheli - guitarras.
- Alessandro Sala - bajo.
- Alex Staropoli - teclados.
- Paolo Marchesich - batería.

Personal adicional
- Manu Lotter - batería (pistas 3-8, sin acreditar).
- Manuel Staropoli – flauta, oboe barroco, interpete barroco.

Producción
- Sebastian "Seeb" Levermann – mezcla, masterización.
- Paul Thureau – Diseño y arte adicional.
- Emanuele Aliprandi – fotografía.
- Alexandre Charleux – carátula.[7]